# Jacobus Tollius
Jacobus of Jakob Tollius (Rhenen, 1633 – Utrecht, 1696) was de zoon van Johannes Tollius (1598-1656) en diens tweede vrouw Judith Smit. Hij was de jongere halfbroer van Alexander Tollius en Cornelius Tollius, die beiden hoogleraar aan de Universiteit van Harderwijk werden.
Jacobus studeerde in Harderwijk letteren en geneeskunde. Hij promoveerde in de geneeskunde. Hij was een tijdlang secretaris van de beroemde filoloog Nicolaas Heinsius. In 1665 werd hij rector van de Latijnse school in Gouda, maar hij wekte veel wrevel en werd wegens zijn vrijzinnige opvattingen in 1672 weggestuurd. Daarna was hij een tijdlang rector van de Latijnse school in Leiden en werd hij vervolgens hoogleraar in de historie en de welsprekendheid in Duisburg. Hij nam echter al vrij snel ontslag en zwierf vanaf 1687 lang door Europa, vooral door Duitsland en Italië. Hij stierf in diepe ellende in Utrecht. De brieven waarin hij zijn reizen beschreef werden na zijn dood door Henricus Christianus Henninius, zijn opvolger aan de universiteit van Duisburg, uitgegeven: Epistolae itinerariae (Amsterdam 1700).
Tollius was de uitgever van een aantal werken van klassieke auteurs, m.n. Ausonius en Pseudo-Longinus. Hij was ook een alchemist en schreef een aantal boeken over de alchemie.